# 不丹签证政策

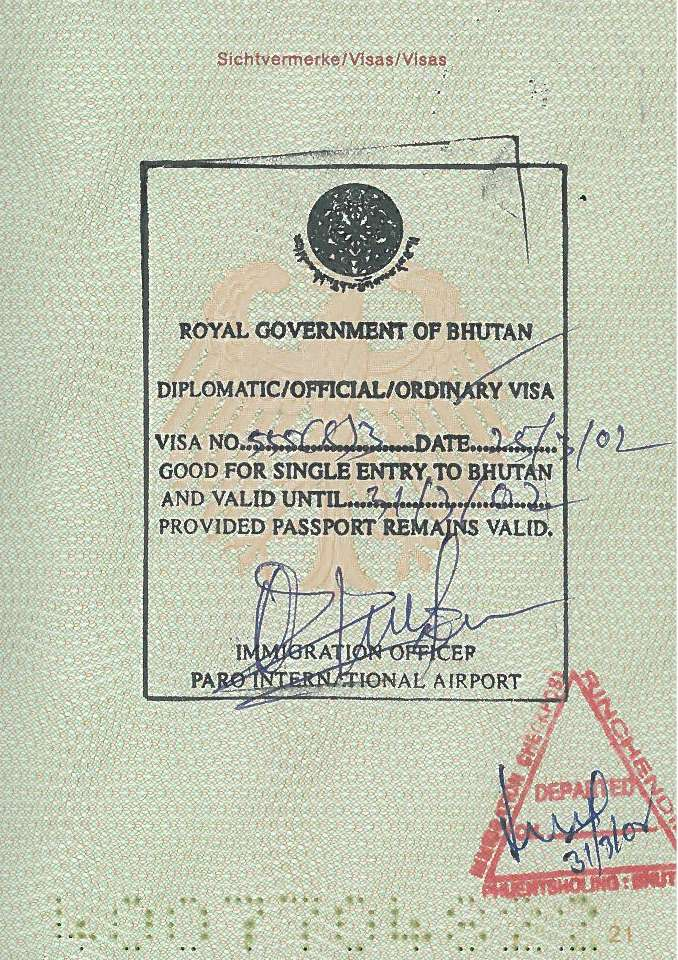
2002年簽發的不丹簽證

不丹政府为了保持本国的社会和自然环境不受外界影响，严格限制进入该国旅行的游客人数。

## 簽證政策地圖

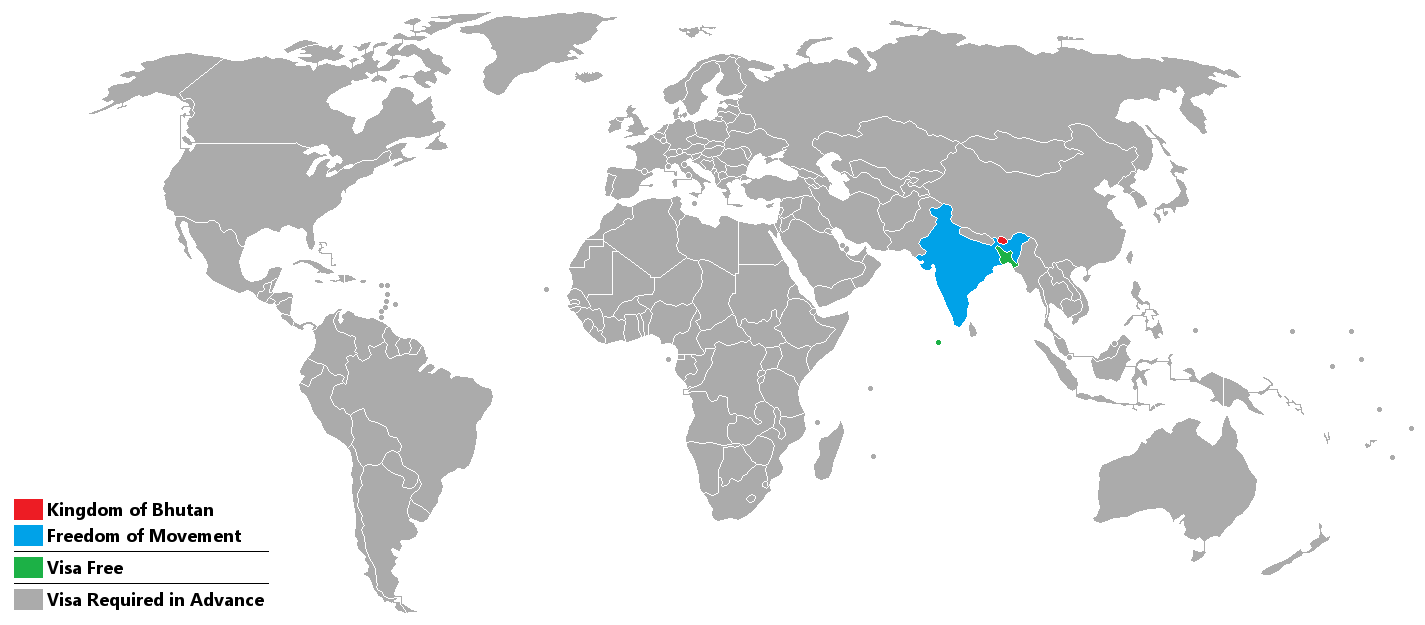
不丹簽證政策

## 免簽證

### 自由流動
印度公民無須辦理簽證進入不丹，這是基於不丹與印度之間允許兩國人民在互惠的基礎上自由流動的1949年協議。
持有以下文件的条件下，印度公民可自陆路或空路入境不丹：
- 印度護照
- 附有相片的投票咭[1]
- 由印度驻彭措林领事馆签发的身份证明。[2]

### 免簽證
下述国家的公民不需要预定有执照的导游即可免签进入不丹，只需提供一本从入境日期开始有效期大于六个月的护照
| - 馬爾地夫 |

### 外交、公務和官員護照
以下國家的外交、公務/官員護照持有人可以享有90日免簽證待遇。
| - 瑞士 (90日) - 泰國 (90日) |

## 限制區域許可
雖然這些許可證通常由旅遊經營者安排，但沒有通過持有執照的旅遊經營者預訂的印度，孟加拉國和馬爾代夫遊客必須親自前往廷布的移民局辦理申請。許可證也可以在廷布的移民局辦理延期付費。孟加拉國，印度和馬爾代夫的公民在發放許可證和延長許可證方面免收費用。

## 提前獲得簽證
Discounts also apply for minors and larger groups while surcharges exist for groups smaller than 3. The minimum daily package required for visa processing covers accommodation, food, guide and vehicle with driver. Part of it goes towards free education, free healthcare and poverty alleviation in Bhutan. Licensed tour guides accompany tourists during their trips and arrange accommodations - independent tourism by foreigners (except for citizens of Bangladesh, India, and Maldives) is prohibited.
允许访问且不用强制雇佣向导的条件有：1. 收印有“特殊地位的人”的正式邀请函2.志愿者组织
3.不丹政府的客人